# 皇家大戰
皇家大戰（英語：Royal Rumble），是世界摔角娛樂（WWE）每年一度的世界摔角娛樂付費收看節目（WWE Pay-Per-View）之一，自1988年以來通常於每年1月時舉行。同時它也與摔角狂熱、夏日衝擊、強者生存並列為世界摔角娛樂最盛大的四場付費收看賽事。
皇家大戰與其他付費收看賽事最大的不同點在於它的主賽事是多人混戰（Battle Royal）形式的比賽。這項30人多人混戰原本只有男子組進行，但在2017年底，史蒂芬妮·麥馬漢親自在WWE Raw宣布，2018年的皇家大戰會舉辦首次的女子皇家大戰。

## 概述

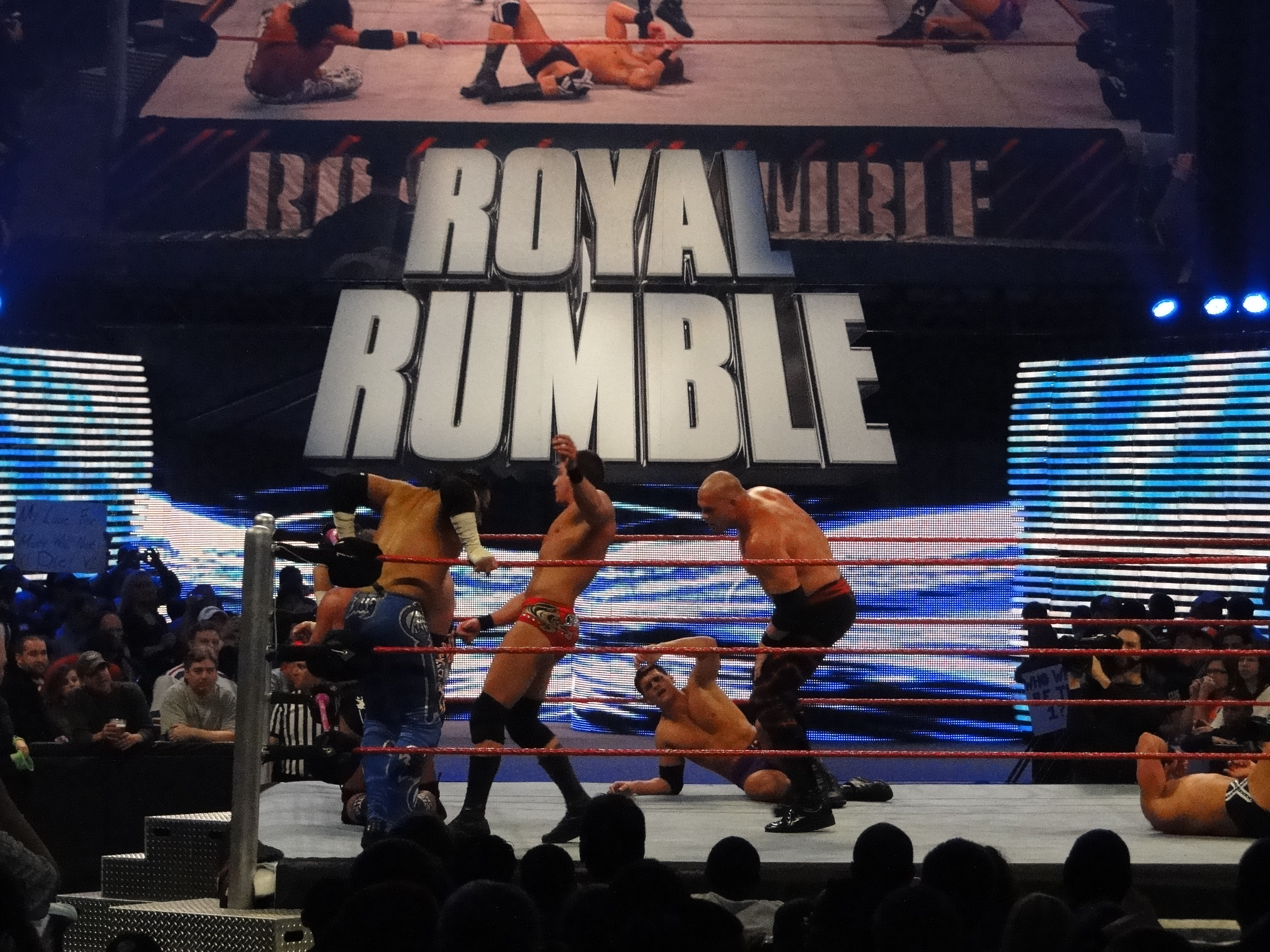
2010年皇家大戰的比賽狀況

皇家大戰被許多觀眾們視為世界摔角娛樂一年中最令人激動的一小時，來自WWE Raw和SmackDown兩大品牌的30位選手（2011年為40位，第一屆為20位）依照會前賽排定出場順序，越後面的出場順序越有利。2016年的皇家大战较为特别，赢家可即刻获得冠军头衔，当时的WWE冠军羅曼·瑞恩斯被抽中为首位出场的選手，必须淘汰掉其他29位选手，最后該屆皇家大战胜利者为第30位出場的Triple H。

### 賽事規則
比賽開始時，由號碼1和2的兩位選手進入擂台，接著每90秒會有一名選手上台加入戰鬥。當一位選手被從擂台邊的最上排邊繩拋出擂台，並且雙腳著地時，就失去資格被淘汰。比賽的獲勝者是所有其他人被淘汰之後剩下的最後一名摔角選手。而皇家大戰的獲勝者將可在摔角狂熱上，挑戰WWE冠軍或是WWE環球冠軍。

## 歷史上的優勝者

### 男子選手 [勝利號碼]
- 2025年：杰伊·乌索[20]
- 2024年：寇帝·羅茲(第2次)[15]
- 2023年：寇帝·羅茲[30]
- 2022年：布洛克·雷斯納（第2次）[30]
- 2021年：Edge（第2次）[1]
- 2020年：祖魯·麥金泰爾 [16]
- 2019年：賽特·羅林斯 [10]
- 2018年：中邑真輔 [14]
- 2017年：蘭迪·歐頓（第2次）[23]
- 2016年：Triple H（第2次）[30]
- 2015年：羅曼·瑞恩斯 [19]
- 2014年：巴帝斯塔（第2次）[28]
- 2013年：約翰·希南（第2次）[19]
- 2012年：席莫斯 [22]
- 2011年：阿爾貝托·德·里奧 [38]
- 2010年：Edge [29]
- 2009年：蘭迪·歐頓 [8]
- 2008年：約翰·希南 [30]
- 2007年：送葬者 [30]
- 2006年：雷·密斯特里歐 [2]
- 2005年：巴帝斯塔 [28]
- 2004年：克里斯·班瓦 [1]
- 2003年：布洛克·雷斯納 [29]
- 2002年：Triple H [22]
- 2001年：冷石·史蒂夫·奧斯汀（第3次）[24]
- 2000年：巨石強森 [27]
- 1999年：文斯·麥馬漢 [2]
- 1998年：冷石·史蒂夫·奧斯汀（第2次）[24]
- 1997年：冷石·史蒂夫·奧斯汀 [5]
- 1996年：尚恩·麥可（第2次）[18]
- 1995年：尚恩·麥可 [1]
- 1994年：布雷特·哈特、萊克斯·魯格（同時落下）[23],[27]
- 1993年：横綱 [27]
- 1992年：瑞克·福萊爾 [3]
- 1991年：霍克·霍肯（第2次）[24]
- 1990年：霍克·霍肯 [25]
- 1989年：大約翰·施達德（英语：Big John Studd） [27]
- 1988年：吉姆·達根 [13]

### 女子選手
- 2025年：夏洛特·福萊爾（第2次）
- 2024年：贝莉（英语：Bayley (wrestler)）
- 2023年：芮亞·萊普利（英语：Rhea Ripley）
- 2022年：龙达·鲁西[28]
- 2021年：碧昂卡·布萊兒（英语：Bianca Belair）
- 2020年：夏洛特·福萊爾
- 2019年：貝基·林奇（英语：Becky Lynch）
- 2018年：明日華（英语：Asuka (wrestler)）

## 皇家大戰比賽記錄
最多勝利次數
- 冷石·史蒂夫·奧斯汀：3次（1997年、1998年、2001年）
- 約翰·希南：2次（2008年、2013年）
- 霍克·霍肯：2次（1990年、1991年）
- 尚恩·麥可：2次（1995年、1996年）
- 巴帝斯塔：2次（2005年、2014年）
- Triple H：2次（2002年、2016年）
- 蘭迪·歐頓：2次（2009年、2017年）
- Edge：2次（2010年、2021年）
- 布洛克·雷斯納：2次（2003年、2022年）
- 夏洛特·福萊爾：2次（2020年、2025年）

單場最長耐久時間
- 雷·密斯特里歐：1:02:12（2006年）
- 克里斯·班瓦：1:01:30（2004年）
- 巴布·貝克倫：1:01:10（1993年）
- 克里斯·傑利可 :1:00:13（2017年）
- Triple H：1:00:09（2006年）
- 瑞克·福萊爾：59:32（1992年）
- Edge：58:30（2021年）
- 蘭迪·歐頓：58:30（2021年）
- 冷石·史蒂夫·奧斯汀：56:38（1999年）
- 文斯·麥馬漢：56:38（1999年）
- 肯恩：54:49（2001年）
- 瑞克·馬特爾（英语：Rick Martel）：52:17（1991年）
- 巨石強森：51:32（1998年）
- 克里斯·傑利可：47:53（2013年）
- 米茲：45:39（2012年）

## 外部連結
- 皇家大戰官方網站（页面存档备份，存于）（英文）

皇家大戰官方標誌

- WWE.com: Royal Rumble match description （页面存档备份，存于）
- WWE.com: Royal Rumble Facts & Figures （页面存档备份，存于）
- Royal Rumble History at About.com （页面存档备份，存于）
- Royal Rumble 2015 Website （页面存档备份，存于）